# Badminton bei den Island Games 1999
Bei den Island Games 1999 wurden auf Gotland fünf Badmintonwettbewerbe ausgetragen.

## Medaillengewinner
| Disziplin    | Gold                               | Silber                          | Bronze                             |
| ------------ | ---------------------------------- | ------------------------------- | ---------------------------------- |
| Herreneinzel | Darren Le Tissier                  | Mark Leadbeater                 | Jamie Smith                        |
| Herreneinzel | Darren Le Tissier                  | Mark Leadbeater                 | Frank Bagger                       |
| Dameneinzel  | Danielle Le Feuvre                 | Kerry Duffin                    | Sarah Le Moigne                    |
| Dameneinzel  | Danielle Le Feuvre                 | Kerry Duffin                    | Helena Nirs                        |
| Herrendoppel | Glenn MacFarlane Darren Le Tissier | Mark Leadbeater Kevin Le Moigne | Lennert Hansen Frank Bagger        |
| Herrendoppel | Glenn MacFarlane Darren Le Tissier | Mark Leadbeater Kevin Le Moigne | Jamie Smith Ian Coombs-Goodfellow  |
| Damendoppel  | Kerry Duffin Danielle Le Feuvre    | Sarah Le Moigne Kathy Stuart    | Ronnie Jubb Krystal Matthews       |
| Damendoppel  | Kerry Duffin Danielle Le Feuvre    | Sarah Le Moigne Kathy Stuart    | Anne Wood Audrey Leask             |
| Mixed        | Glenn MacFarlane Sarah Le Moigne   | Phil Duffin Danielle Le Feuvre  | Ian Coombs-Goodfellow Kerry Duffin |
| Mixed        | Glenn MacFarlane Sarah Le Moigne   | Phil Duffin Danielle Le Feuvre  | Jonas Gate Helena Nirs             |